# Derek McLane
Derek McLane (Londra, 14 giugno 1958) è una scenografo statunitense.

## Biografia
Dopo gli studi ad Harvard e Yale, Derek McLane ha curato le scenografie di oltre trecentocinquanta allestimenti di opere di prosa e musical in tutti gli Stati Uniti, a Broadway e nell'Off-Broadway.
Dal 1994 ha disegnato le scenografie di oltre una trentina di produzioni di Broadway, tra cui Estate e fumo (1996), Il divo Garry (1996), Tre sorelle (1997), I Am My Own Wife (2003), A piedi nudi nel parco (2006), L'opera da tre soldi (2006), Lestat (2006), Grease (2007), 33 Variations (2009), Ragtime (2009), Anna dei miracoli (2010), How to Succeed in Business Without Really Trying (2011), Una tigre del Bengala allo zoo di Baghdad (2010), Anything Goes (2011), Follies (2011), L'ereditiera (2012), Gigi (2015), Rumori fuori scena (2016), Figli di un dio minore (2018), Burn This (2019), Moulin Rouge! (2019) e A Soldier's Play (2020). Nel corso della sua carriera ha ricevuto dieci candidature ai Tony Award, vincendone uno nel 2009 per 33 Variations e uno nel 2021 per Moulin Rouge!. Inoltre è stato lo scenografo di sei edizioni dei premi Oscar tra il 2013 e il 2018.

## Riconoscimenti
- Tony Award
  - 2006 – Candidatura alle migliori scenografie di un musical per The Pajama Game
  - 2009 – Migliori scenografie di un'opera teatrale per 33 Variations
  - 2010 – Candidatura alle migliori scenografie di un musical per Ragtime
  - 2011 – Candidatura alle migliori scenografie di un musical per Anything Goes
  - 2021 – Migliori scenografie di un musical per Moulin Rouge!
  - 2021 – Candidatura alle migliori scenografie di un'opera teatrale per A Soldier's Play
  - 2022 – Candidatura alle migliori scenografie di un musical per MJ The Musical
  - 2024 – Candidatura alle migliori scenografie di un'opera teatrale per Purlie Victorious
  - 2025 – Candidatura alle migliori scenografie di un musical per Death Becomes Her
  - 2025 – Candidatura alle migliori scenografie di un musical per Just in Time
- Premio Laurence Olivier
  - 2022 – Candidatura alle migliori scenografie per Moulin Rouge!